# Le Bestiaire de l'épouvanteur
 (juin 2021).
Si vous disposez d'ouvrages ou d'articles de référence ou si vous connaissez des sites web de qualité traitant du thème abordé ici, merci de compléter l'article en donnant les références utiles à sa vérifiabilité et en les liant à la section « Notes et références ».
Le Bestiaire de l'épouvanteur (titre original : The Spook's Bestiary) est un volume hors-série de la série L'Épouvanteur signée Joseph Delaney, paru en 2010.

## Résumé
Ce livre est une encyclopédie illustrée des créatures que doivent affronter les Épouvanteurs dans leur monde : fantômes, spectres, boggarts, sorcières et autres créatures des ténèbres qui infestent ce monde terrifiant. Il contient également un certain nombre d'histoires, dont une rencontre avec un fantôme étrangleur, et nous découvrirons également la rencontre de l'Épouvanteur avec le gobelin qui cuisine, nettoie et garde la maison de l'Épouvanteur à Chipenden.